# Intafrene
Intafrene (fl. V secolo a.C.) è stato un militare persiano.

## Biografia

### Origini familiari
Vissuto a cavallo tra la seconda metà del VI secolo a.C. e l’inizio del V, Intafrene (o Vindafarna, dal nome persiano) era figlio di Vayaspara, ed apparteneva ad una delle più illustri famiglie dell’aristocrazia persiana.

### Congiura contro Gaumata
Nel 522 a.C. dopo la morte di Cambise II l’impero persiano era retto da Gaumata, assunto al potere mediante un colpo di stato ordito ai danni del precedente sovrano (sebbene non si escluda che egli in realtà fosse il legittimo sovrano assurto al trono, e le accuse di cospirazione gli sarebbero state rivolte per giustificare la congiura), contro di lui venne ordito un complotto, avviato inizialmente da Otane, suocero di Cambise, a cui parteciparono altri sei rappresentanti di altrettante nobili famiglie persiane: Dario, Intafrene, Idarne, Gobria, Megabizo, ed Aspatine. Recatisi nella fortezza di Sikayauvati, nel distretto di Nisea in Media, questi al termine di una breve colluttazione nel corso dei quali lo stesso Intafrene rimase ferito da un colpo di lancia, perdendo un occhio, eliminarono Gaumata, il 29 settembre del 522. Dopo la morte di Gaumata i cospiratori riconobbero la corona a Dario, appartenente ad un ramo cadetto della famiglia degli Achemenidi . L’inizio del regno di Dario fu caratterizzato da una serie di rivolte che coinvolsero gran parte dell’impero, compresa la stessa Persia. Tra le aree coinvolte nelle sommosse vi era anche la ricca e fondamentale satrapia di Babilonia che si sollevò sotto il comando di Nabucodonosor IV. Intafrene fu assegnato al comando delle truppe operanti colà riuscendo a sbaragliare e catturare il ribelle il 27 novembre del 521 a.C.

### La caduta
Il ruolo di Intafrene all’interno della gerarchia imperiale dovette essere indubbiamente apicale, nell’iscrizione di Behistun, lo troviamo infatti a fianco del Gran Re Dario, nell'atto di portare l’arco del sovrano, una funzione inedita, probabilmente creata appositamente per l'influente personaggio, che alla corte persiana dovette essere stato riconosciuto come secondo uomo dell’impero dopo lo stesso Dario. A questi grandissimi onori si accompagnò tuttavia una fine tragica. Secondo gli accordi presi tra i congiurati dopo la morte di Gaumata, questi erano liberi di recarsi dal re ogniqualvolta lo desiderassero, salvo nelle occasioni in cui questi fosse in compagnia delle sue mogli. In tale occasione vedendosi negato l’accesso dai guardiani del palazzo, Intafrene reagì furiosamente, mutilandoli. Informato dell’oltraggio, Dario temendo che tale atto fosse da preludio ad una nuova sommossa si consultò con gli altri membri della congiura contro Gaumata, ottenendo conferma della loro lealtà. Provvide pertanto a disporre l’arresto di Intafrene e della sua famiglia, successivamente grazie all’intercessione della moglie di Intafrene dispose la grazia per il fratello di lei e per il figlio maggiore, il resto della famiglia, compreso lo stesso Intafrene verranno al contrario giustiziati.